# Anne・Freaks
『Anne・Freaks』（アンネ・フリークス）は、小手川ゆあによる漫画。『月刊少年エース』（角川書店）において、2000年9月号から2002年10月号まで連載された。全24話。単行本は角川コミックス・エースより全4巻刊行。

## ストーリー
母親を殺し、その死体を埋めようとしていた少年・北川ゆり。家族を殺され、自身も人殺しとなってしまった少年・前園みつば。2人の前に現れた、躊躇無く人を殺していく謎の少女・藤堂あんな。父親殺しと「革青社」の壊滅というあんなの目的達成のため、日常から外れた3人は行動を共にするが・・・・・・・・

## 用語
革青社
テロ組織。内部抗争による組織内大量殺人事件で一気に社会悪となる。その一部は地下に潜って無差別テロ行為を数十回に渡り繰り返しており、被害者は100人を越える。

## 登場人物
藤堂 あんな（とうどう あんな）
ゆりとみつばの前に現れた謎の少女。人を殺すことに抵抗がなく、萌曰く「化物」で「人殺しを楽しんでいる」。革青社を潰し、父親を殺すことが目的。そのパートナーであるゆり・みつばと行動を共にするが・・・・・・・・
北川 ゆり（きたがわ ゆり）
母親を見殺しにしてしまった少年。毎日のように習い事に通わされ、学校では生徒会書記を務めていた。おっとりとした性格であり、あんなに惚れている。母親が死んでも母親の幻覚に悩まされる。
前園 みつば（まえぞの みつば）
父親と姉を組織に殺され、その復讐のため自らも人を殺してしまった少年。京都の高校に通っていた。真っ直ぐな性格をしていて喧嘩っ早い。共同生活を始めてしばらくは毎晩声を殺して泣いていた。
西釜（にしかま）
警視庁公安三課の女刑事。革青社対策本部長を務める。あんなら3人の保護のため、少年課に協力を要請。冷徹な性格であり、組織壊滅のためには手段を選ばない。
生野 郁子（しょうの いくこ）
警視庁少年一課の女刑事。警察官の夫と10歳になる息子がいる。正義感が非常に強い。あんなら3人を救おうとしており、捜査方針で西釜としばしば衝突する。
萌（もえ）
元・革青社の男。10年前、組織内大量殺人事件に乗じてあんなを連れ逃亡。薄波組の若頭・高波に匿われ、組のお抱え医師となる。
國田（くにた）
元・革青社の男。犯罪行為に嫌気が差して10年前に組織を辞め、現在は牧師をしながら「グレーゾーンの人間」の手伝いをしている。あんなと同じく革青者の壊滅を狙う。

## 単行本
- Anne・Freaks 1 ISBN 4-04-713388-4
- Anne・Freaks 2 ISBN 4-04-713447-3
- Anne・Freaks 3 ISBN 4-04-713484-8
- Anne・Freaks 4 ISBN 4-04-713513-5